# Lipie (powiat Kłobucki)
Lipie is een dorp in het Poolse woiwodschap Silezië, in het district Kłobucki. De plaats maakt deel uit van de gemeente Lipie en telt 1117 inwoners.